# Institut für Zeitgeschichte der Universität Wien
Das Institut für Zeitgeschichte der Universität Wien ist eine wissenschaftliche Einrichtung zur Erforschung der Zeitgeschichte. Der Sitz des Instituts ist im Campus der Universität Wien im 9. Wiener Gemeindebezirk, Alsergrund. Es hat etwa 30 wissenschaftliche Mitglieder (Stand 2006), davon rund die Hälfte im Personalstand der Universität Wien und die andere Hälfte Privatdozenten, die dem Institut zugeordnet sind.
Das Institut ist eine der Trägerorganisationen des Wiener Wiesenthal Instituts für Holocaust-Studien.

## Geschichte
Der Anstoß für die Gründung einer österreichischen Institution nach dem Vorbild des Münchner Instituts für Zeitgeschichte kam auf einer von Unterrichtsminister Heinrich Drimmel initiierten dreitägigen Expertentagung in Reichenau an der Rax im Dezember 1962.
1961 gründete der private Verein „Österreichische Gesellschaft für Zeitgeschichte“ das „Österreichische Institut für Zeitgeschichte“. Sein Leiter wurde der Historiker Ludwig Jedlicka, der 1963 einer der  Mitbegründer des Dokumentationsarchivs des österreichischen Widerstandes war.
Am 3. Juni 1966 wurde auf Vorschlag des Professorenkollegiums der Philosophischen Fakultät der Universität Wien vom Bundesministerium für Unterricht das Institut für Zeitgeschichte als Universitätsinstitut errichtet. Zum Vorstand und ersten Ordinarius des neugegründeten Instituts wurde Ludwig Jedlicka bestellt. Das Institut war anfangs in der Rotenhausgasse 6 im 9. Bezirk untergebracht. Nachfolgerin von Jedlicka wurde Erika Weinzierl, die die Antisemitismus-, Exil- und Emigrationsforschung erschloss. Sie emeritierte 1995. Als Institutsvorstand folgten 1990 Anton Staudinger, 1994 Gerhard Jagschitz, 2001 Friedrich Stadler, 2008 Oliver Rathkolb, 2012 Johanna Gehmacher, 2014 Sybille Steinbacher und 2016 erneut  Oliver Rathkolb. Nachfolger von Erika Weinzierl wurde 1997 Gerhard Botz, 2004 erhielten Frank Stern und Carola Sachse eine Professur, 2010 wurde Sybille Steinbacher berufen. 2013 erhielt Bertrand Perz eine assoziierte Professur.
Seit 2011 besteht im Rahmen von universitären Abschlussarbeiten und zu Forschungszwecken die Möglichkeit, auf alle seit 1955 archivierten TV-Sendungen des ORF zuzugreifen. Dies wird über eine Recherche-Station am Institut für Zeitgeschichte ermöglicht. Alexander Wrabetz bezeichnete diese Zusammenarbeit zwischen Universität Wien und dem ORF als "weiteren wichtigen Schritt zur Öffnung der Schatzkammer ORF-Archiv als elektronisches Gedächtnis des Landes".
Seit 2003 besteht am Institut die Sir-Peter-Ustinov-Professur der Stadt Wien zur Erforschung und Bekämpfung von Vorurteilen, die jeweils für das Sommersemester vergeben wird.